# Ragnaborg
Ragnaborg är en kulle i republiken Island. Den ligger i regionen Austurland, 300 km öster om huvudstaden Reykjavík. Toppen på Ragnaborg är 664 meter över havet.
Trakten runt Ragnaborg är nära nog obefolkad, med mindre än två invånare per kvadratkilometer. Det finns inga samhällen i närheten. Trakten runt Ragnaborg består i huvudsak av gräsmarker.